# Trimma grammistes
Trimma grammistes és una espècie de peix de la família dels gòbids i de l'ordre dels perciformes.

## Morfologia
- Els mascles poden assolir 3 cm de longitud total.[4][5]

## Hàbitat
És un peix marí de clima temperat i associat als esculls de corall fins als 15 m de fondària.

## Distribució geogràfica
Es troba al sud del Japó, Taiwan i les Filipines